# قسطرة فوق العانة
قسطرة فوق العانة أو فغر المثانة فوق العانة أو فغر المثانة (بالإنجليزية: Suprapubic cystostomy)‏ هو أنبوب يتم توصيله جراحيًا ما بين المثانة البولية والجلد. ويستخدم لتصريف البول من المثانة في حالات المرضى الذين يعانون من انسداد مجرى البول الطبيعي. كما في حالات تضخم البروستاتا، والعيوب الخلقية في الجهاز البولي، أو وجود حصوات أو أورام تعمل على غلق مجرى البول. ويشيع استخدام القسطر فوق العانة في المرضى المصابين بانقطاع أو تلف أو تضرر العمود الفقري والحبل الشوكي والذين يعانون من عدم التحكم في عملية التبول.

## طريقة التركيب
يتم عمل جرح بسيط في جدار البطن فوق عظام العانة وصولًا للجدار الأمامي للمثانة، ويتم وضع أنبوب رفيع (قسطر) من خلال الجلد، غالبًا ما يتم استعمال التصوير بالموجات فوق الصوتية لتحديد المكان بدقة. تبقى القسطرة في مكانها لمدة تصل إلى شهر، مما يعطي وقتًا كافيًا للأنسجة المحيطة بها للالتئام، ويبقى فقط الجزء الذي تدلى منه أنبوب القسطرة مفتوحًا دون التآم مما يشكل ممرًا متصلًا بين جلد جدار البطن والمثانة. ويتم استبدال انبوب القسطرة بشكل دوري من أجل تجنب حدوث العدوى.

## الاستخدامات الطبية
تستخدم قسطرة فوق العانة في حالات متعددة بهدف عام هو تصريف البول من المثانة مباشرًة دون المرور خلال الإحليل:
- احتباس البول الحاد والمفاجيء ووجود ما يمنع استخدام القسطر البولي من خلال الفتحة البولية والإحليل، كما في حالات تضخم البروستاتا الحميد، والتهاب البروستاتا، وضيق الإحليل، وتقلصات عنق المثانة بعد إجراء بعض العمليات الجراحية.
- حالات إصابة الإحليل، كما في حالات كسور عظام الحوض.
- حالات عدوى الجهاز البولي والتناسلي المزمنة والغير مستجيبة للعلاج.
- حالات ضرورة تحويل مجرى البول بشكل دائم، كما في حالات إصابة الحبل الشوكي، أو تلف الأعصاب، أو الجلطات الدماغية، وأي حالة تُفقد المريض للقدرة على التحكم في عملية التبول أو القدرة على تركيب وفك القسطر البولي من خلال الإحليل بنفسه.

## موانع الاستخدام
يمنع تركيب القسطرة فوق العانة منعًا تامًا في الحالات الآتية:
- عدم القدرة على تحديد مكان المثانة باستخدام التصوير بالموجات الفوق صوتية، أو بالكشف الطبي.
- إن كان لدى المريض تاريخ مرضي للإصابة بسرطان المثانة سابقًا.

ويمنع تركيب القسطرة فوق العانة بشكل نسبي في الحالات الآتية :
- في حالة المرضى الذين يعانون من أمراض التجلط ومشاكل في نزيف الدم.
- في حالة المرضى الذين سبق لهم أن خضعوا لعمليات جراحية بالبطن أو الحوض، وذلك لتوقّع وجود التصاقات شديدة بين جدار البطن وأعضاء الحوض الدخلية.
- وجود تاريخ مرضي لإصابة أحد أعضاء الحوض بالسرطان أو تعرض المريض للعلاج بالإشعاع، وذلك أيضًا تخوفًا من وجود التصاقات داخل الحوض.

## مضاعفات
تشمل مضاعفات القسطرة فوق العانة كلًا من:
- تسريب البول داخل أو خارج الغشاء البريتوني
- حساسية المريض ضد المادة المصنوع منها أنبوب القسطرة.
- انسداد أنبوب القسطرة بالدم أو المخاط أو بسبب انثنائه أو تحرّكه من مكانه.

وتشمل المضاعفات على المدى الطويل كلًا من :
- عدوى الجهاز البولي المتكررة.
- تسريب البول من خلال الإحليل.
- تكوّن حصوات الجهاز البولي.
- زيادة خطر الإصابة بسرطان المثانة.
- تدهور وظائف الكلى.